# Fortunato Nari
Fortunato Esteban Nari (Monte Oscuridad, Santa Fe; 22 de abril de 1932-Rafaela, Santa Fe; 4 de agosto de 2024) fue un poeta y escritor argentino. La temática de sus poemas relataban la vida campesina, los conflictos del alma humana y la colonización de la Pampa Gringa.

## Biografía
Fortunato Esteban Nari nació en Monte Oscuridad, en la provincia de Santa Fe el 22 de abril de 1932, hijo de Bautista Nari y Luisa María Bortolotti. Realizó sus últimos años del ciclo primario en la Escuela Fiscal de Suardi, donde siguió sus estudios secundarios durante un par de años. Nari finalizó sus estudios secundarios y se graduó en la Escuela 25 de Mayo, en un bachillerato en letras.
Fue el fundador de ERA (Escritores Rafaelinos Agrupados), una asociación que ha perdurado a través del tiempo y cuya mano derecha fue Lito Lasserre. También fue director artístico de LT28 Radio Rafaela, desde la creación del mismo hasta su jubilación. Además, sirvió 24 años como secretario del directorio de la Usina.
Nari publicó veinte libros, entre los que destacan Atalaya del trébol azul, Serafín sin fin, Rey en el exilio, entre otros. Además, sus obras adaptadas al teatro han sido aclamadas por los críticos e instituciones, entre ellas Rey en el exilio, El habitante, Aves mágicas, La consumación del topo, El canto de Madea, entre otras. Dejó cinco libros inéditos. Entre sus poemas destacan algunos títulos como Polen y ceniza, Ventana de vacaciones, El ángel y la tormenta, De fácil alma, Oda Rafaelina, La sed, entre otros.
Estuvo casado desde 1955 con Gladys Costamagna, ya fallecida, con quien tuvo dos hijas: Alba y Gabriela. Fortunato Nari falleció en Rafaela, ciudad en la que vivió casi toda su vida, a los 92 años de edad.

## Premios y reconocimientos
- Distinción del Instituto Internacional del Teatro dependiente de la UNESCO a su obra El Habitante.
- Premio de la Dirección Provincial de Cultura, obra: Rey en el exilio.
- Premio Nacional Albarden a su obra La tierra está.
- Premio compartido en el Certamen del Teatro General San Martín por su obra Tía verde.
- Premio del concurso de la Dirección Nacional de Radiofusión a su obra inédita Azarías.